# Mlače
Mlače so naselje v Občini Slovenske Konjice.
Razloženo naselje z gručastim jedrom se nahaja severno nad Dravinjsko dolino, vzhodno od Loč. Začne se na severnem bregu reke Dravinje, na križišču cest Loče - Poljčane in Loče - Ponikva ter se vzpne na nizko sleme osrednjega dela terciarnih Dravinjskih goric.

## Zgodovina
Na bogatih skladih ilovice v Mlačah je že v začetku 19. stoletja za kratek čas delovalo večje število poljskih opekarn. Med prvimi se je za izgradnjo tovrstne opekarne odločil tudi lastnik dvorca in veleposestnik Franc Possek. V gozdiču v neposredni bližini dvorca je dal postaviti večjo peč, ki je bila osnova za kasnejšo industrijsko izdelavo opeke. Leta 1909 je v trgovinski register prijavil izdelavo in prodajo opeke, leta 1910 pa pričel graditi opekarno, po vzoru Koželjeve, pozneje Sodinove opekarne v Ljubečni pri Celju. Opekarna je bolj ali manj uspešno delovala, bila po vojni nacionalizirana, proizvodnja v njej pa se je vršila vse do leta 1984.

## Znamenitosti

### Dvorec Pogled
Zahodno od jedra naselja stoji na slemenskem pomolu dvorec Pogled, s kvadratnim tlorisom in tremi okroglimi stolpi iz 16. stoletja. Pod dvorcem so bili štirje, danes opuščeni ribniki.